# Lessing-Gymnasium (Lampertheim)
Das Lessing-Gymnasium ist ein staatliches Gymnasium in Lampertheim (Hessen). Es wurde 1987 als grundständiges Gymnasium gegründet und trägt seit 1988 den Namen des deutschen Dichters und Aufklärers Gotthold Ephraim Lessing.

## Schulgeschichte
In Lampertheim bestand seit 1974 eine gymnasiale Oberstufenschule. Sie wurde am 1. Juni 1987 durch einen Beschluss des Kreistages in ein grundständiges Gymnasium umgewandelt. Dies war die erste Neugründung eines Gymnasiums seit den 1960er Jahren. Vorausgegangen waren der Gründung der ursprünglich „Riedgymnasium“ genannten Schule eine Abwanderungswelle von vielen Kindern in Richtung der deutlich älteren Gymnasien in Bensheim, Heppenheim oder Gernsheim und rückgängige Schülerzahlen der bis dato bestehenden gymnasialen Oberstufe Lampertheim.
Mit seinen nunmehr ca. 1200 Schülern zählt es heute zu den größten Gymnasien des Schulamtsbezirks Bergstraße / Odenwaldkreis. Die Schüler verteilen sich zu etwa einem Drittel auf die Oberstufe und zu zwei Dritteln auf die Unter- und Mittelstufe.
Den Schulleiterposten bekleidete von Gründung an Helmut Walter, der 1998 in Pension ging und die Leitung des immer größer werdenden Gymnasiums zunächst zwei Jahre kommissarisch an Dieter Koch übergab. 2000 schließlich übernahm Jürgen Haist den vakanten Posten. In seine Amtszeit fiel die Eröffnung des neuen Musikbaus (2005), sowie, im Zuge der durch die Verkürzung der Gymnasialzeit erforderlich gewordenen ganztägigen Betreuung der Schülerinnen und Schüler, der Bau der neuen Mensa (2008) sowie die Mitgliedschaft im Verein für naturwissenschaftliche Excellence-Center an Schulen (MINT-EC). Ebenso erhielt das LGL die Anerkennung „Schule mit musikalischem Schwerpunkt“ und das „Gütesiegel Begabtenförderung“. Darüber hinaus wurde das Lampertheimer Schulnetzwerk „TTT“ (Technik, Teams, Talente) gegründet und ausgebaut. Zuletzt wurde das Lessing-Gymnasium in das Förderprogramm „Hessen.eEducation“ aufgenommen, das Schüler im Umgang mit neuen Medien fördern möchte. Seit dem 2. Halbjahr des Schuljahres 2014/2015 ist Silke Weimar-Ekdur Direktorin des Gymnasiums.

## Schülerschaft/Lehrerschaft
Mit seinen über  1.200 Schülern zählt das Lessing-Gymnasium heute zu den größten Gymnasien des Schulamtsbezirks Bergstraße / Odenwaldkreis.
Die Schüler verteilen sich zu etwa einem Drittel auf die Oberstufe und zu zwei Dritteln auf die Unter- und Mittelstufe.
Anzahl der Schüler: 1215, davon ca. ein Drittel in der Ober- und zwei Drittel in der Unterstufe
Anzahl Sekundarstufe I:                                                                              737
Anzahl Sekundarstufe II:                                                                             508
Anzahl der Schülerinnen:                                                                             618
Anzahl der Schüler:                                                                                      627
Anzahl der Klassen in der Unter- und Mittelstufe:                                         26
Anzahl der Sextanerinnen und Sextaner:                                                    180
Klassenstärke (Durchschnitt in der 5.Klasse)                                               27
Anzahl Lehrkräfte: 107

## Arbeitsschwerpunkte
Die sogenannten MINT-Fächer (Mathematik, Informatik, Naturwissenschaft und Technik) werden am LGL besonders gefördert. Über 20 naturwissenschaftliche Arbeitsgemeinschaften sowie ein eigenes Wahlfach können besucht werden.
Schwächere Schüler können in der „Lernagentur“ des LGL oder den „Kompensationskursen“ ihre Defizite aufarbeiten.
Als „Schule mit musikalischem Schwerpunkt“ sollen neben den MINT-Fächern auch musikalische Talente gefördert werden. In verschiedenen Arbeitsgemeinschaften können sich sowohl die instrumentalen als auch die vokalen Talente engagieren.
Diverse Kurse werden bilingual, mit Englisch als Hauptsprache, angeboten.
Im sportlichen Bereich wird vor allem der Wassersport gefördert. Die Schule besitzt einen eigenen Bootssteg und eine Kanuflotte mit 30 Booten.

## Zeittafel der schulischen Entwicklung des Lessing-Gymnasiums
- 1987: Beschluss des Kreistages zur Gründung eines grundständigen Gymnasiums und erste Einschulung von Sextanern
- 1988: Am 30. April erhält das Gymnasium seinen Namen; Eröffnung des neuen Mittelbaus
- 1990: Einweihungsfeierlichkeiten
- 1992/1995: Erweiterungen
- seit 2003: Schule mit Ganztagsbetreuung
- 2005: Fertigstellung des Musikbaus
- 2008: Fertigstellung der Mensa
- 2011: Einweihung der Sternwarte

## Auszeichnungen
- 2003: Schule mit Schwerpunkt Musik
- 2007: Mitgliedschaft im Verein MINT-EC[8]
- 2008: Gütesiegel für Begabtenförderung
- 2008: Preis des Südhessischen Unternehmerverbandes für das Projekt Technik, Teams, Talente – Lampertheimer Forscherwerkstätten[9]
- 2008: Siemens-Award für besondere Förderung der MINT-Fächer
- 2011: Selbstständige Schule
- 2011: Europaschule